# 设德兰
设德兰（英語：Shetland，/ˈʃɛtlənd/）是大不列颠岛以北的群岛，英国领土的最北端，是苏格兰32个一级行政区之一。人口約2.3萬。
设得兰群岛西为大西洋，东为北海，南距奥克尼群岛和苏格兰本土200余公里，距离丹麦自治领地法罗群岛280公里，由约100个岛屿组成，总面积1466平方公里。诸岛之中仅有15个居住有人，最大岛屿通称为梅恩蘭島（主岛）。
据考证，设德兰群岛至少从公元前3000年就有人类活动。罗马帝国时期以后的数百年间，维京人基本完全控制了群岛。但是苏格兰对于它和奥克尼群岛的影响也逐渐扩大。1468年，丹麥和挪威國王克里斯蒂安一世將女兒瑪格麗特嫁給蘇格蘭國王詹姆斯三世，由於無法拿出嫁妝，1472年2月20日，蘇格蘭王國攻佔群島全境，自此群岛正式归入苏格兰版图。
现在群岛的主要经济来源是渔业和北海海底的石油。岛内有一个飞机场，通航苏格兰各机场和法罗群岛。群岛主要交通是渡船，通航阿伯丁、挪威、丹麦、法罗群岛和冰岛。昔德蘭矮種馬起源於此地。

## 地理

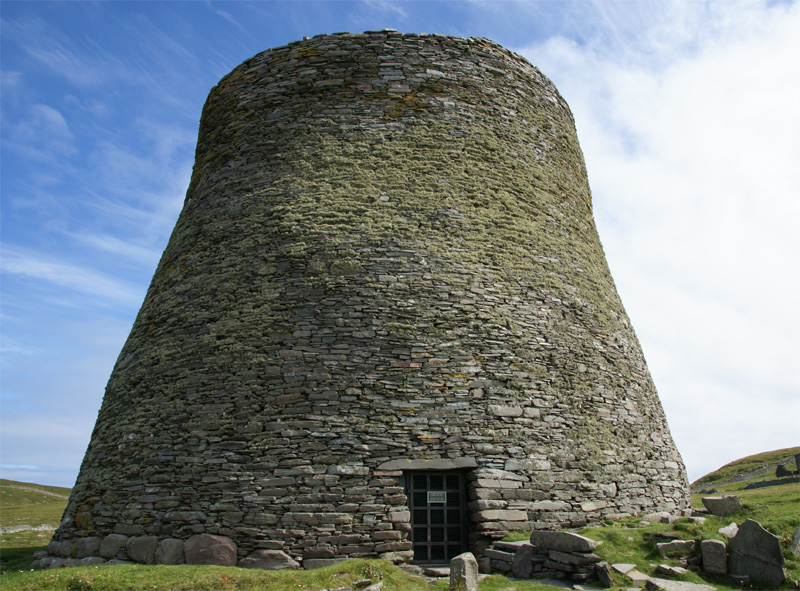
穆萨岛上的石塔

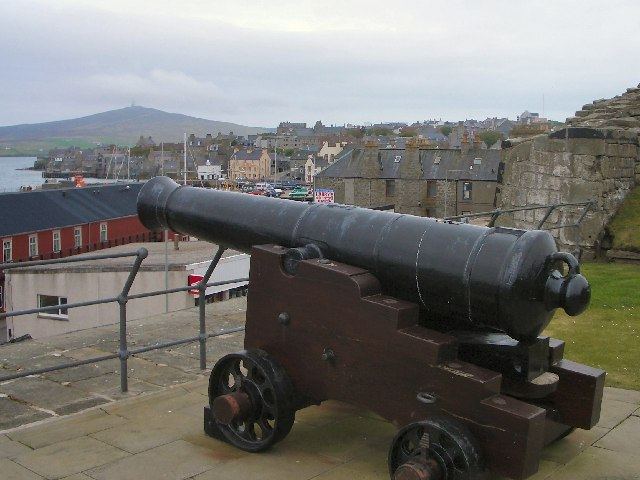
俯瞰勒威克的夏洛特城堡

设得兰群岛位于苏格兰大陆北部约170公里，面积1,468平方公里，海岸线长2,702公里。
首府和最大城市为勒威克，人口约7,500人。设德兰群岛总人口为22000人，其中约一半居住勒威克附近16公里内。西海岸的斯卡洛韦是1708年前的设德兰首府，人口在1000人以下。
由100个岛屿组成，只有16个有人居住。最大的岛叫作梅恩蘭島（主岛），其北为耶爾島、安斯特島、費特勒島，其东为布雷塞島、沃爾賽島，在主岛西部为東巴拉島、西巴拉島、馬克爾島、帕帕斯朵爾、特隆德拉島和韋拉島等一些小岛。其余的有人定居的岛屿为设德兰Walls以西28公里的富拉島，萨姆堡西南38公里的費爾島和东部的外斯凱里斯群島。
无人居住的穆薩島因穆萨石塔著名，这是苏格兰留存下来的最完整的铁器时代石塔。圣尼尼安岛以最大的連島沙洲链接主岛。欧特斯塔克岛则是不列顛群島的最北点。
设得兰群岛具有复杂的地质，岛上有许多断层和褶皱。这些岛屿因加里東造山運動形成，并同苏格兰主岛一样具有Lewisian、Dalriadan和Moine变质岩。设得兰群岛的最高点是Ronas山，仅高450米，被更新世的冰层完全覆盖。
设得兰群岛是苏格兰国家级风景名胜区，这一风景区由诸多岛屿共同组成。
2018年10月，苏格兰通过一项法令，规定“在所有苏格兰地图中，设得兰群岛必须以精确且符合比例的方式呈现，描绘出该群岛与苏格兰其他地方的相对地理位置”，除非有详尽的理由，否则不得将该群岛在地图上插入小图里的方式标记。

## 气候
设得兰属海洋性气候，有着长而温和的冬季以及短而凉爽的夏季。由于周边海域的影响，一年四季气候温和。3月平均最高温度为5°C，7月和8月平均最高温度14°C，全年气温很少超过21°C。有记录的最高气温为1991年7月的23.4°C，最低气温为1952年和1959年1月的-8.9°C。无霜期最多持续3个月。
| 设德兰            | 设德兰    | 设德兰   | 设德兰   | 设德兰   | 设德兰   | 设德兰   | 设德兰   | 设德兰   | 设德兰   | 设德兰    | 设德兰    | 设德兰    | 设德兰       |
| 月份              | 1月       | 2月      | 3月      | 4月      | 5月      | 6月      | 7月      | 8月      | 9月      | 10月      | 11月      | 12月      | 全年         |
| ----------------- | --------- | -------- | -------- | -------- | -------- | -------- | -------- | -------- | -------- | --------- | --------- | --------- | ------------ |
| 平均高温 °C（°F） | 5 (41)    | 5 (41)   | 6 (43)   | 8 (46)   | 11 (52)  | 13 (55)  | 14 (57)  | 14 (57)  | 13 (55)  | 10 (50)   | 8 (46)    | 6 (43)    | 9 (49)       |
| 平均低温 °C（°F） | 1 (34)    | 1 (34)   | 2 (36)   | 3 (37)   | 5 (41)   | 7 (45)   | 10 (50)  | 10 (50)  | 8 (46)   | 6 (43)    | 4 (39)    | 3 (37)    | 5 (41)       |
| 平均降水量 mm（） | 109 (4.3) | 87 (3.4) | 69 (2.7) | 68 (2.7) | 52 (2.0) | 55 (2.2) | 72 (2.8) | 71 (2.8) | 87 (3.4) | 104 (4.1) | 111 (4.4) | 118 (4.6) | 1,003 (39.4) |
| 平均降水天数      | 25        | 22       | 20       | 21       | 15       | 15       | 17       | 17       | 19       | 23        | 24        | 25        | 243          |
| 月均日照時數      | 24.8      | 50.4     | 89.9     | 136      | 164      | 159      | 124      | 117.8    | 108.5    | 68.2      | 33        | 15        | 1,090.6      |
| 来源：            |           |          |          |          |          |          |          |          |          |           |           |           |              |

## 历史

### 史前史

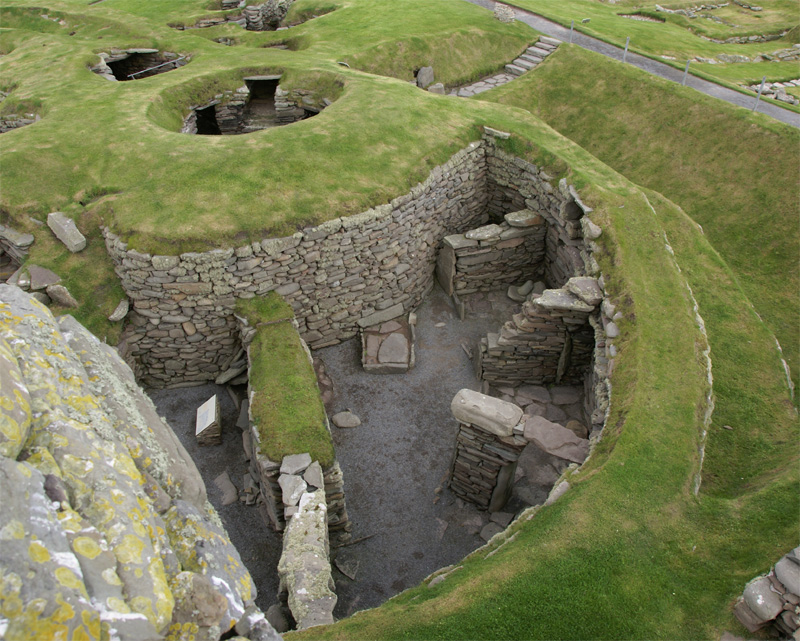
Jarlshof的石头圆屋和石塔

设得兰群岛这一树木极少的岛上存在着大量的石头建筑，有些可追溯到新石器时代早期。设得兰群岛留存有极为丰富的史前时代建筑遗存，约有超过5000个遗址。主岛南海岸的西湾（West Voe）存有公元前4320-4030年的一座贝塚，这是设得兰群岛上最早的中石器时代活动遗址。同一位置上人们找到了新石器时代的一座围墙，检测到其时间年代为公元前3400年。“设得兰刀”是用岛上Northmavine的霏细岩制成的石器。
Jarlshof的遗迹主要来自青铜时代，但在其中发现的陶器碎片表明也有新石器时代的活动。这一遗迹中包括铁匠铺、几个集中的圆屋和一座石塔。该遗址证明直到维京时代，设德兰的人类居所大多采用鞋跟似的石堆修筑而成，这种石头隔间是设德兰独有的。在韋明特里島有一座典型的隔间建筑。

### 斯堪的纳维亚人的殖民

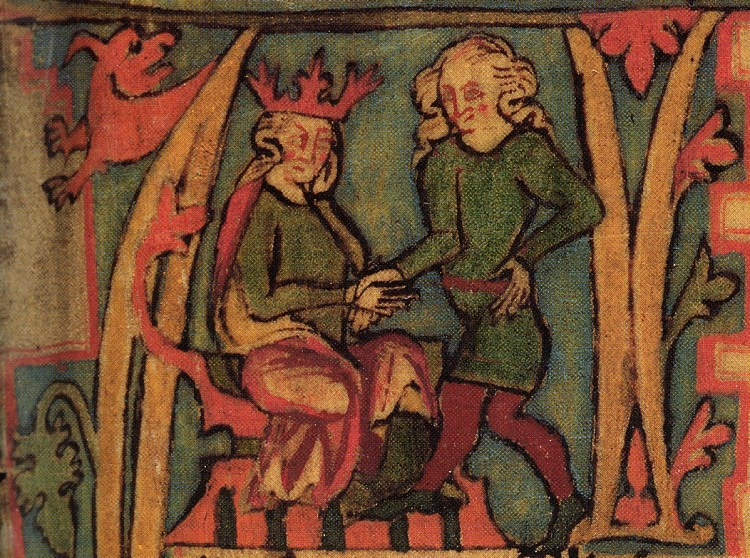
《弗拉泰书》描绘的挪威国王哈拉尔一世，他在875年占领了设得兰

斯堪的纳维亚半岛的人口膨胀带来的当地资源和耕地的短缺，导致维京人开始出海探险，他们也将注意力从掠夺转向殖民。8到9世纪后期北欧人开始在昔德蘭群島殖民，当地土著人的命运不得而知。今日昔德蘭人血统中斯堪的纳维亚的母系和父系占有几乎相同的比例，这表明北欧殖民者男女共同来到昔德蘭定居。